# Marianne Merchez
Marianne Merchez, née le 25 octobre 1960 à Uccle, est une femme médecin et astronaute belge.
Diplômée en médecine de l'Université catholique de Louvain, elle est sélectionnée comme candidate astronaute par l’Agence spatiale européenne et intègre en 1992 le Corps européen des astronautes. Après son mariage à l'astronaute italien de l'ESA Maurizio Cheli, en 1995, elle décide cependant de quitter l'Agence spatiale européenne.
Elle est experte en médecine aérospatiale et médecine du travail. Elle est également une pilote professionnelle, titulaire de la licence de pilote belge.